# Locomotoras GE Serie Universal

Una U12C del Ferrocarril Belgrano Sur, Argentina.

Las locomotoras GE Serie Universal fueron locomotoras diésel-eléctricas comercializadas por General Electric a principios de 1956.
Inicialmente, hubo 9 modelos de la serie U: U4B, U6B, U9B, U9C, U12B, U12C, U18B, U18C, UD18B. Fueron diseñadas para poder adaptarlas rápidamente a diferentes trochas para los mercados de exportación. Siete de ellas, las U4B, U6B, U9B, U9C, U12B, U12C, U18C, fueron diseñadas principalmente para trocha angosta, aunque eran fácilmente adaptables a otros anchos de vía, mientras que las dos restantes, las U18B y UD18B estaban orientadas a la trocha estándar y trocha ancha. Las U5B y U8B aparecieron más tarde, siendo construidas por primera vez para el RFFSA, Brasil, en 1961. La última variante de la Serie Universal fue construida en 2005.

## Motores
La Serie Universal tuvo como motor principal el motor Cooper Bessemer. General Electric construyó cuatro demostradores en 1954 con motores Cooper Bessemer para pruebas de rodaje. Se les asignó el número 750A, B, C y D. Los demostradores fueron dos unidades con cabina y dos unidades motrices, estando en pruebas un tiempo considerable en el ferrocarril Erie. Las 750A y B eran UM12 construidas con motor de ocho cilindros FVBL-8 de 1200 hp. Las 750D y C eran UM18 con motor FVBL-12 de 12 cilindros y 1800 hp. Luego de las pruebas las unidades fueron reconstruidas en octubre de 1959 en GE-Erie con motores de 16 cilindros y 2000 hp. En abril de 1960 fueron vendidos al Union Pacific como UM20 y numerados UP 620AB-621AB, siendo retirados en octubre de 1963.

## Demostradores
Mientras los demostradores GE 750 estaban siendo probados, GE construyó dos demostradores XP24, numerados 751 y 752, en 1959. Estados unidades fueron las primeras U25B. La GE U25B fue la primera locomotora de la Serie Universal en ser ampliamente vendida en el mercado doméstico. Las locomotoras de la Serie Universal a menudo son llamadas "U-Boats" por los aficionados al ferrocarril y ferromodelistas.

## Nomenclatura
Las denominaciones de la serie Universal describen el modelo de locomotora de forma compacta: U de Universal, seguida de la potencia nominal del motor en cientos y finalmente el número de ejes; B = B-B (4 ejes); C = C-C (6 ejes). Una 'M' indicaba una versión modificada del modelo base. Durante su desarrollo, los mismos números fueron reutilizados a menudo por diferentes modelos de locomotoras. Incluso se podía compartir la misma denominación con las locomotoras destinadas al mercado estadounidense. Por ejemplo, los números de modelo U18C y U20C se refieren a diferentes locomotoras ofrecidas en diferentes fechas con diferentes motores (8 y 12 cilindros); y el modelo U30C de exportación compartía el mismo número de modelo con el U30C estadounidense, pero tenía un motor de 12 cilindros, en lugar de 16 cilindros.

## Locomotoras de la Serie Universal

### 4 ejes
- GE U5B, introducida en 1963. Básicamente es una U4B con motor Caterpillar D379 de 600 hp.
- GE U6B, introducida en 1959.
- GE U8B, introducida en 1960. Básicamente es una U6B con motor Caterpillar D398 de 900 hp.
- GE UM6B, introducida en 1973.
- GE U9B, introducida en 1957.
- GE U10B, introducida en 1964. Básicamente es una U8B con motor Caterpillar D398 de 1050 hp.
- GE UM10B, introducida en 1961.
- GE U11B, introducida en 1980.
- GE U12B, introducida en 1958.
- GE U13B, introducida en 1962.
- GE U18B, introducida en 1973.
- GE U23B, introducida en 1977.
- GE U25B, introducida en 1959
- GE U28B, introducida en 1966
- GE U30B, introducida en 1966. Variante de la U28C.
- GE U33B, introducida en 1966.
- GE U30B, introducida en 1969.

### 6 ejes
- GE U12C, introducida en 1956.
- GE UM12C, introducida en 1956, para los ferrocarriles asiáticos.
- GE U13C, introducida en 1967.
- GE U14C, introducida en 1973, para Filipinas, donde se la denominó PNR clase 900.
- GE U15C, introducida en 1972, para Sudáfrica, donde se la denominó SAR clase 35-000.
- GE U17C, introducida en 1973, para exportación.
- GE U18C, introducida en 1976.
- GE U20C, introducida en 1964.
- GE U23C, introducida en 1968.
- GE U25C, introducida en 1963.
- GE U26C, introducida en 1971.
- GE U28C, introducida en 1966. La variante de pasajeros es la U28CG.
- GE U30C, introducida en 1966. Variante de exportación de la U20C. No está relacionada con la U30C destinada al mercado estadounidense.
- GE U33C, introducida en 1968.
- GE U36C, introducida en 1971. La variante de pasajeros es la U36CG.
- GE U50C, introducida en 1969. Versión de 6 ejes y más liviana de la GE U50

### 8 ejes
- GE U50, introducida en 1963.

## Galería

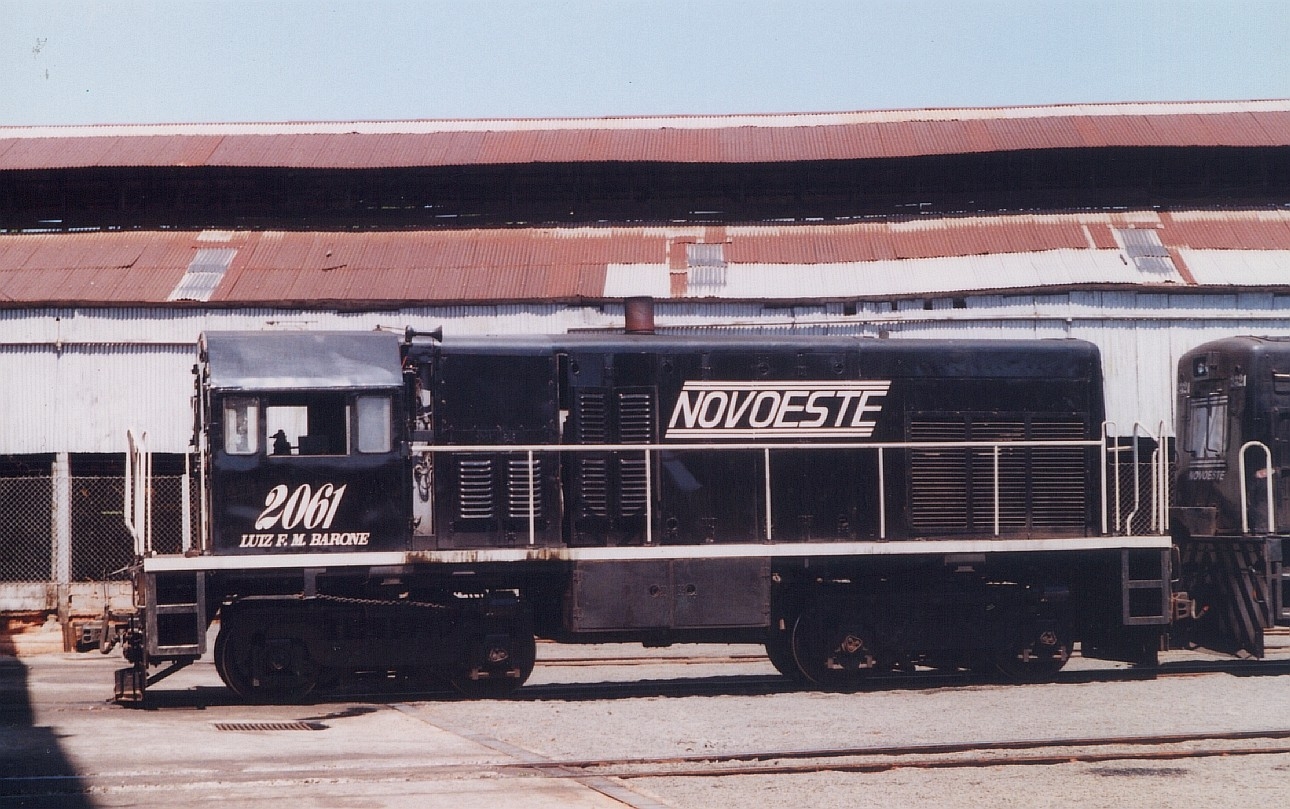
GE U5B NOVOESTE #2061 - "Luiz F. M. Barone"
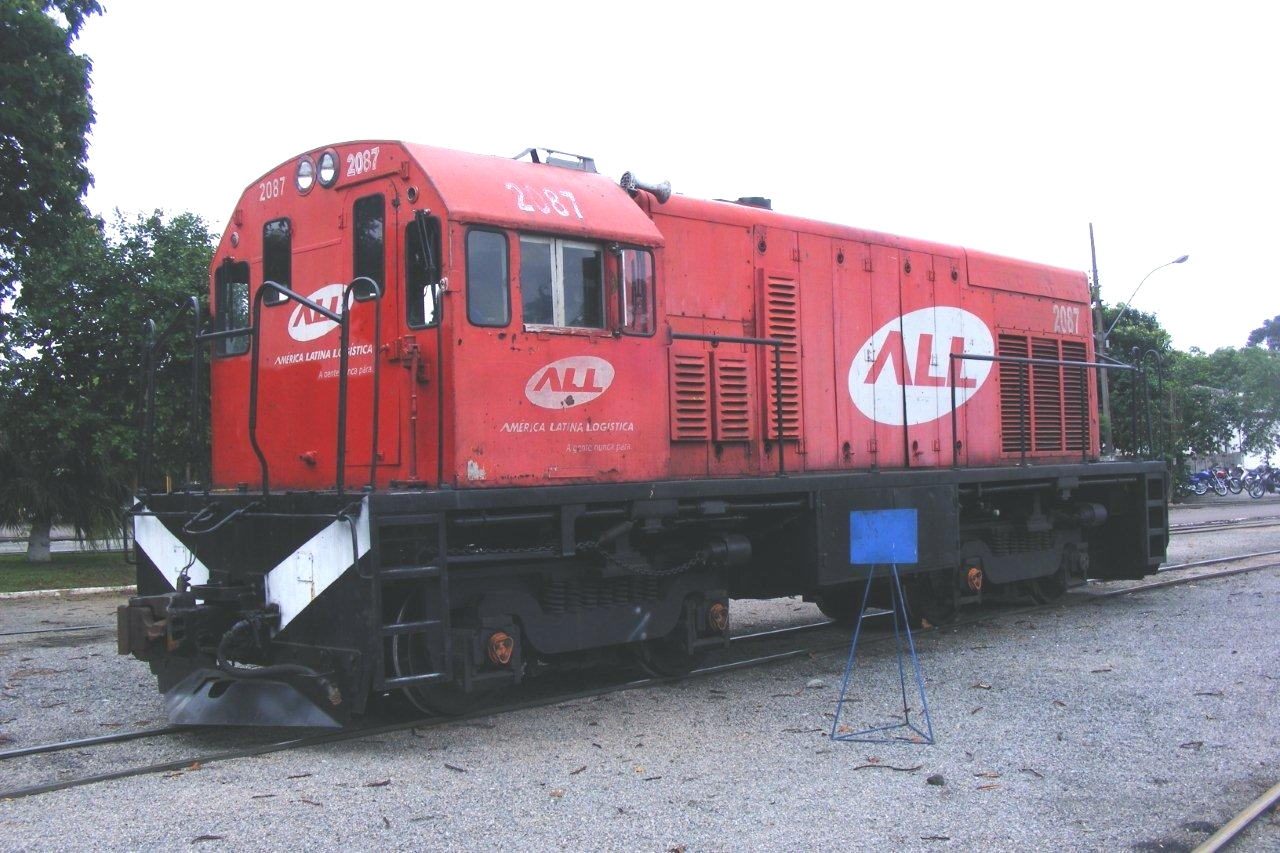
GE U5B ALL (América Latina Logística) #2087
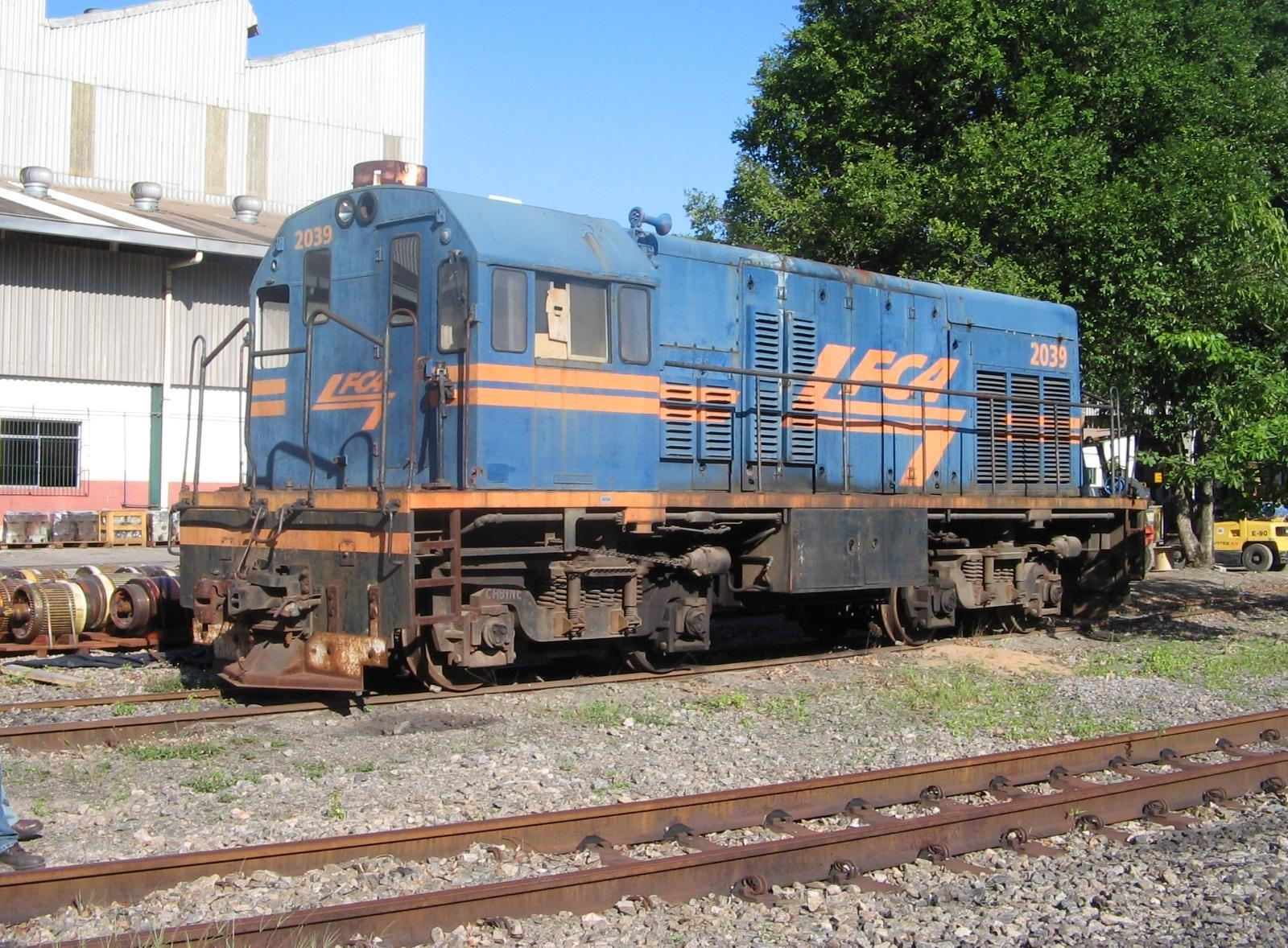
GE U5B FCA (Ferrovia Centro-Atlântica) #2039
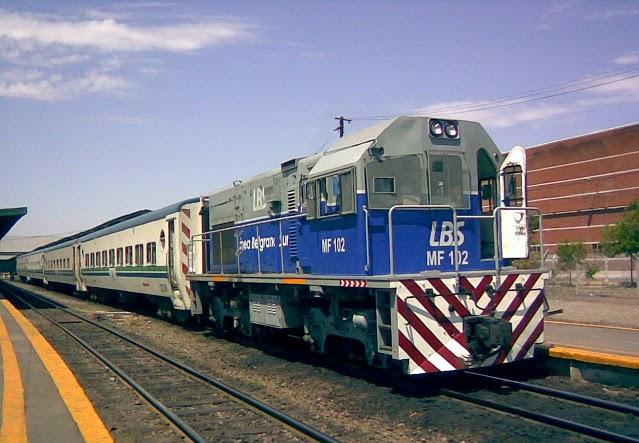
Una U10B del Ferrocarril Belgrano Sur, Argentina.
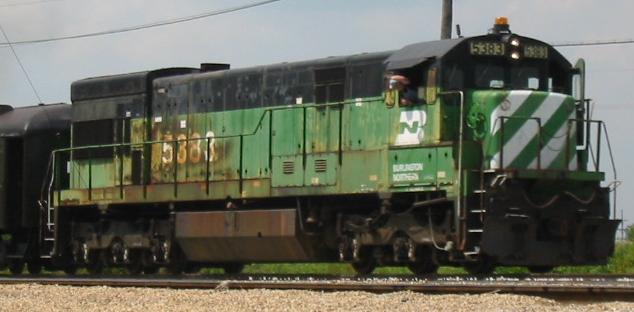
U30C BURLINGTON NOTHERN 5383
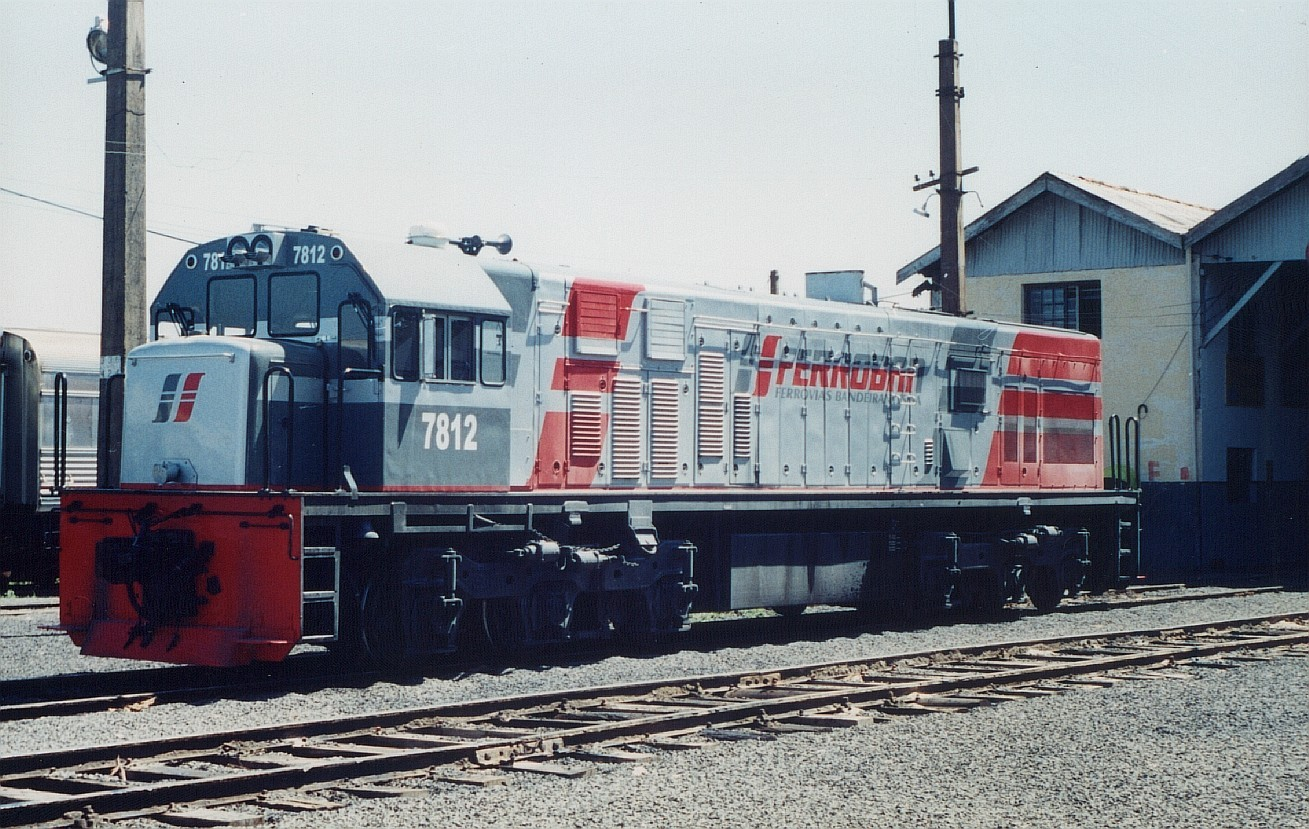
U20C FERROBAN 7812
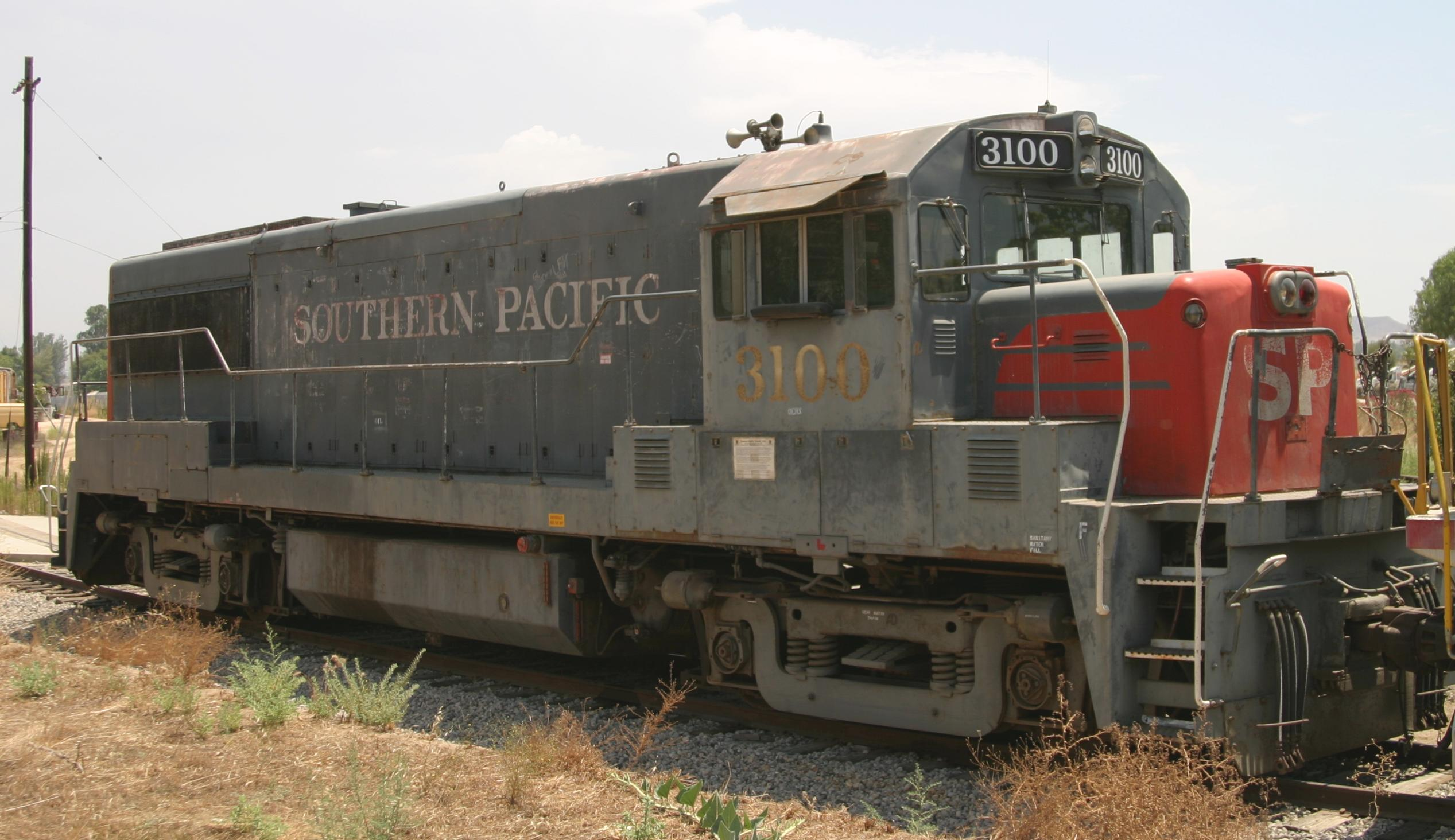
SOUTHERN PACIFIC GE U25B